# Taosi
Taosi (chinesisch 陶寺遺址 / 陶寺遗址, Pinyin Táosì yízhǐ – „Ruinenstätte von Taosi“) ist eine große neolithische Fundstätte der Longshan-Kultur und befindet sich in der Provinz Shanxi, in China. Ausgrabungen wurden von 1978 bis 1983 durchgeführt.

## Ausdehnung
Seine aus festgestampfter Erde bestehenden Mauern sind zwischen sieben und zehn Metern dick. Sie formen ein längliches Rechteck mit abgerundeten Ecken, das bei einer Kantenlänge von 2000 m – Ost-West-Ausdehnung – mal 1500 m – Nord-Süd-Ausdehnung – eine Fläche von fast drei Millionen Quadratmeter umfasst.

## Beschreibung
Taosi wurde während der Miaodigou II- und der Longshan-Kultur (2500–1900 v. Chr.) besiedelt. Die Stätte beinhaltet einen sehr großen Friedhof (über 30.000 m²) mit etwa 1000 Gräbern. Die meisten der freigelegten Gräber enthalten keine Grabbeigaben, nur sechs von ihnen enthielten besondere Gegenstände, wie bemalte Särge aus Holz, Jade, Lack- und Keramik-Ritualgegenstände und Musikinstrumente.
Die Gegenstände aus den königlichen Gräbern umfassen Keramikbecken mit Drachen-Motiven, steinerne Glockenspiele, gegossene Kupferglocken (quing) und ein Gefäß (hu, 壶) auf dem sich ein mit einem Pinsel geschriebenes „wen“-Zeichen befindet.
Des Weiteren wurde in diesem Bereich das etwa 4100 Jahre altes Observatorium von Linfen gefunden.

## Interpretation
In Taosi „liegen möglicherweise die Zeugnisse der ersten dokumentierten gesellschaftlichen Revolution der Welt, oder zumindest der ersten in einem städtischen Umfeld.“ Die archäologischen Spuren weisen auf eine markante Veränderung hin: Zuvor durch die Bauten klar hierarchisch strukturiert, sind die Bezirke der Eliten durch Werkstätten überbaut worden und „im Palastbezirk scheint eine Massenbestattung mit Folterspuren und grotesken Schändungen der Leichen“ stattgefunden zu haben (vgl. auch ).